# Paul Bachmann
Paul Gustav Heinrich Bachmann (Berlim, 22 de junho de 1837 – Weimar, 31 de março de 1920) foi um matemático alemão.

## Vida
Bachmann estudou matemática na Universidade de Berlim e obteve seu doutorado em 1862, com tese sobre a teoria de grupos. Foi para Breslau para realizar sua habilitação, que concluiu em 1864 com obra sobre unidades complexas.
Bachmann foi professor na Universidade de Wrocław e posteriormente na Universidade de Münster.

## Trabalhos
- Zahlentheorie, o trabalho de Bachmann sobre a teoria dos números em cinco volumes (1872-1923)
  - Vol. I: Die Elemente der Zahlentheorie (1892)[2]
  - Vol. II: Analytische Zahlentheorie (1894), aum trabalho sobre a teoria analítica dos números em que a notação Big O foi introduzida pela primeira vez.
  - Vol. III: Die Lehre von der Kreistheilung und ihre Beziehungen zur Zahlentheorie (publicado pela primeira vez em 1872)
  - Vol. IV (Part 1): Die Arithmetik der quadratischen Formen (1898)
  - Vol. IV (Part 2): Die Arithmetik der quadratischen Formen (publicado postumamente em 192)
  - Vol. V: Allgemeine Arithmetik der Zahlenkörper (1905)
- Niedere Zahlentheorie: Primeira parte (1902), Segunda parte (1910),[3][4] um trabalho de dois volumes sobre a teoria dos números elementares
- Das Fermat-Problem in seiner bisherigen Entwicklung, um trabalho sobre o Último Teorema de Fermat